# Deurali (Palpa)
Deurali (nepalski: देउराली) – gaun wikas samiti w zachodniej części Nepalu w strefie Lumbini w dystrykcie Palpa. Według nepalskiego spisu powszechnego z 2001 roku liczył on 567 gospodarstw domowych i 2716 mieszkańców (1510 kobiet i 1206 mężczyzn).